# Мемориал в честь 40-летия Победы в Великой Отечественной войне
Мемориал в честь 40-летия Победы в Великой Отечественной войне — памятное сооружение в городе Тольятти, посвящённое Победе в Великой Отечественной войне.

## История
Закладка мемориала состоялась 6 марта 1985 года. В строительстве принимало участие более двадцати организаций города. Открытие состоялось 8 мая 1985 г.
В дальнейшем мемориал дорабатывался в 1987—1988-х годах: были установлены барельефы, в центре сооружения была установлена звезда для Вечного огня.
9 мая 1995 года в одном из венков мемориала (со стороны ул. Юбилейной) была заложена капсула с землёй, привезённой с Поклонной горы г. Москвы.
В апреле 2007 года часть обрамления Вечного огня была похищена, однако вскоре вандалы были задержаны, а элементы восстановлены  (недоступная ссылка).

## Авторы
Авторы проекта — группа сотрудников АвтоВАЗа составе: Г. С. Рябкова, В. М. Демидовцева, А. М. Кехман, В. И. Макаренко, Н. Д. Макаренко. Генеральным подрядчиком выступил трест «АвтоВАЗремстроймонтаж». Возглавил стройку заместитель генерального директора по капитальному строительству В. А. Попов.
Автором проекта стал Семён Михайлович Виноград.

## Архитектура
Архитектурно сооружение представляет собой четыре стелы высотой 10 метров, объединённых кольцом.

Четыре стелы — в память о четырёх года войны. У вершины каждой стелы числа, обозначающие тот или иной годы войны (1941—1942; 1942—1943; 1943—1944; 1944—1945). У подножия каждой из стел с внешней стороны есть выступы с стилизованными накладными венками, отлитыми из алюминия. С внутренних сторон расположены четыре барельефа — «Партизаны», «Жертвы фашизма», «Тыл» и «Фронт» — выполненные скульптором Шандором Зихерманом.
Кольцо, объединяющее стелы, весит около 7 тонн, облицовано нержавеющей сталью. На внутренней стороне выложена надпись алюминиевыми буквами «Подвигу народа — вечная слава!»
В центре расположена бронзовая звезда Вечного огня, обрамлённая пятью бронзовыми секциями.
Стилобат площадью 24×24 м выполнен из гранитных плит, доставленных из Петрозаводска.
Памятник хорошо вписан в пространство, пилоны расположены точно по сторонам света. Доступ возможен со всех сторон. Элементы и памятника выполнен из не требующих окраски материалов с преобладанием естественного серого цвета.

Вечный огонь
Одна из стел
Барельеф «Партизаны»
Барельеф «Жертвы фашизма»
Барельеф «Тыл»
Венок славы